# Manfred Lehmbruck
Manfred Lehmbruck (Parijs, 13 juni 1913 – Stuttgart, 26 november 1992) was een Duits architect. 
Lehmbruck studeerde architectuur aan de Technische Universiteit Berlijn en de Technische Universiteit van Stuttgart en promoveerde in 1942 in Hannover. Van 1968 tot 1976 was hij hoogleraar aan de Technische Universiteit Braunschweig.
Hij kreeg bekendheid als architect van musea. Hij bouwde onder meer te Duisburg het Lehmbruck-Museum, gewijd aan het werk van zijn vader, de beeldhouwer Wilhelm Lehmbruck.

## Werk (selectie)
- Federsee Museum, Bad Buchau
- Lehmbruck-Museum, Duisburg
- Schmuckmuseum Pforzheim

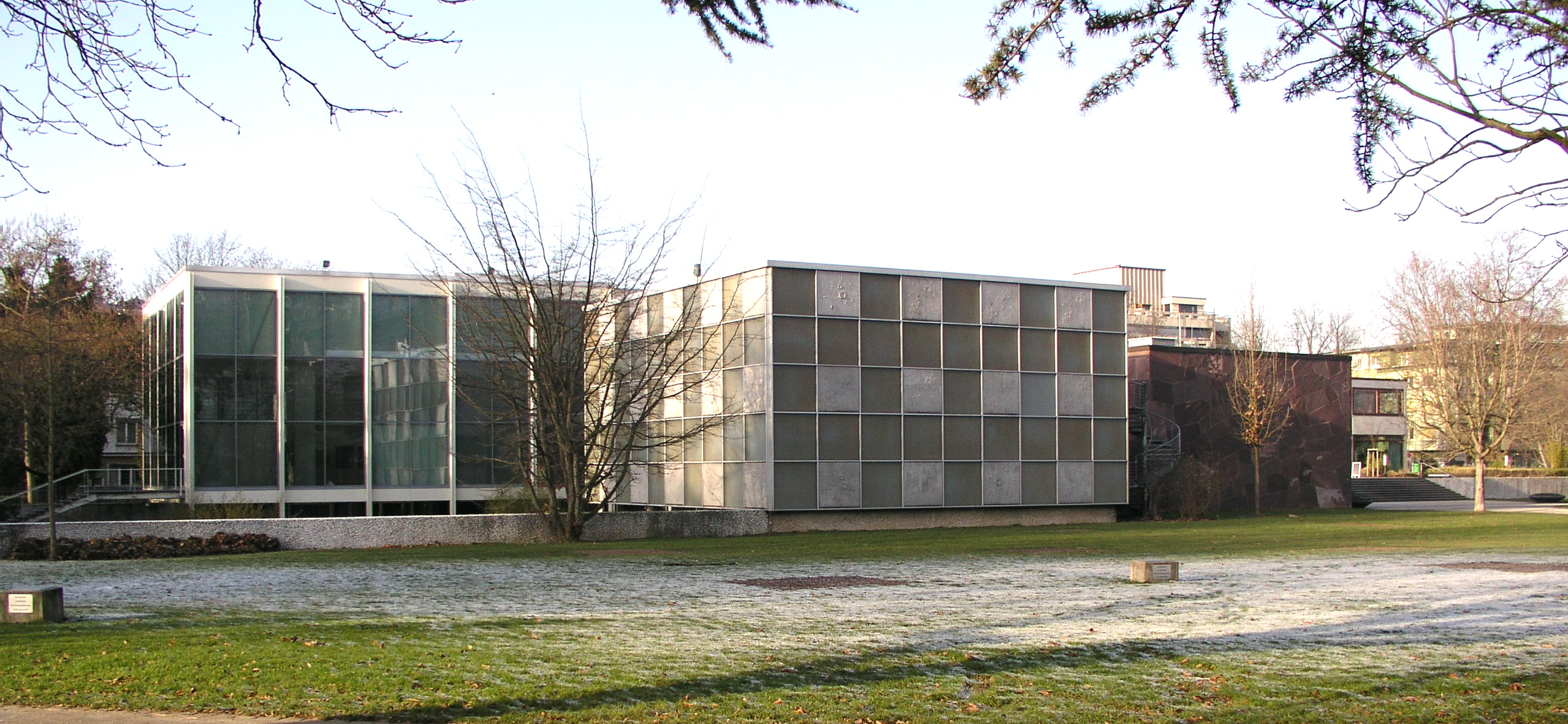
Schmuckmuseum Pforzheim (1961)
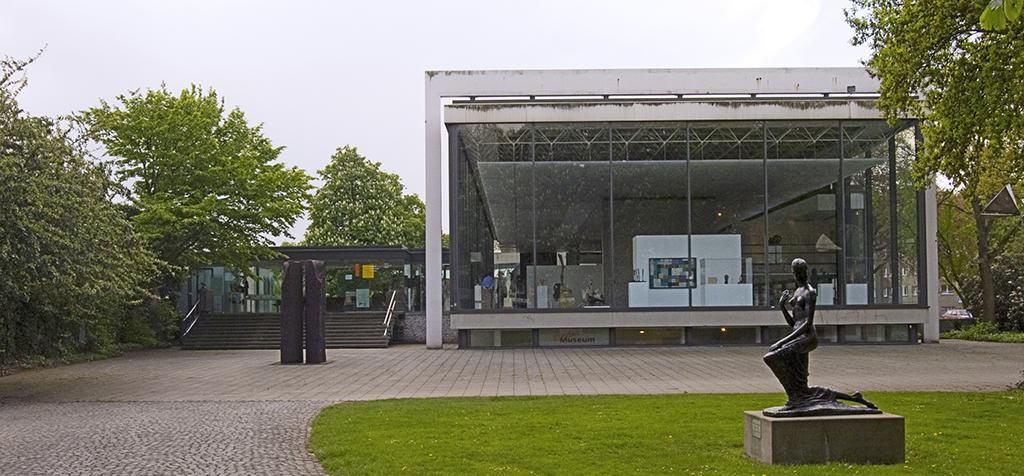
Lehmbruck-Museum (1964)
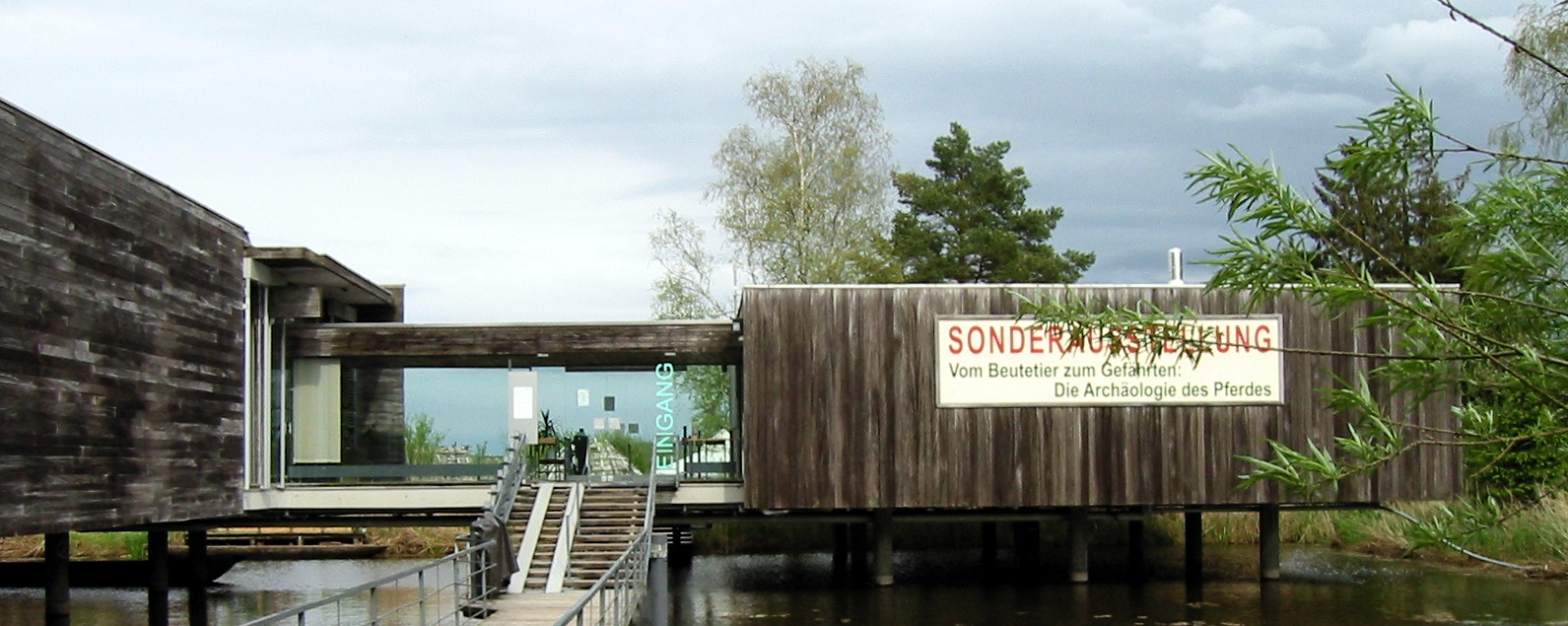
Federseemuseum (1968)